# Gerhard Schultemann
Gerhard Schultemann (* unbekannt; † 21. Februar 1550 in Liesborn) war ein Abt des Klosters Liesborn im Zeitraum von 1532 bis 1550.

## Leben
Über die Herkunft von Gerhard Schultemann ist nichts bekannt. Die Quellen erwähnen seinen Bruder, Magnus Schultemann, im Jahre 1559. Vor seiner Wahl zum Abt schien er im Kloster Liesborn bereits Prior gewesen zu sein. Andererseits wird vermutet, dass er erst kurz vor seiner Ernennung zum Abt am 16. September 1532 dem Kloster Liesborn beigetreten ist, da sein Name vor 1532 keine Erwähnung findet. Die bischöfliche Bestätigung der Abtwahl erfolgte am 6. November desselben Jahres. 
Während seiner Amtszeit führte er zusammen mit dem Abt von Iburg eine Visitation von St. Aegidii in Münster durch. Ebenso sei er zum Geheimen Rat des Bischofes ernannt worden. Zudem vertrat Gerhard Schultemann den Bischof auf der Partikularkonzil im Jahr 1549 in Köln. Quellen berichten zudem von einer in Aussicht gestellten Visitation an das Klosters von Überwasser oder Aegidii, um die durch die Täufer entstandenen Schäden zu begutachten. Auf dem Generalkapitel in Werden schien er im Jahr 1547 eine sehr gute Rede gehalten zu haben. Er verstarb am 21. Februar 1550.